# Оплосія
Опло́сія (лат. Oplosia Mulsant, 1863 = Hoplosia Fairmaire, 1864 = Lepargus Schiodte, 1864)  — рід жуків з родини вусачів, що налічує біля 5-ти видів.

## Види
- Оплосія фінська (Oplosia fennica (Paykull, 1800) — поширена у Європі до Кавказу;
- Оплосія нубіла (Oplosia nubila (LeConte, 1862) — поширена у Північній Америці;
- Оплосія Суворова (Oplosia suvorovi Pic,1914 — поширена у від Східного Сибіру до Далекого Сходу Росії.